# Appio Pignatelli

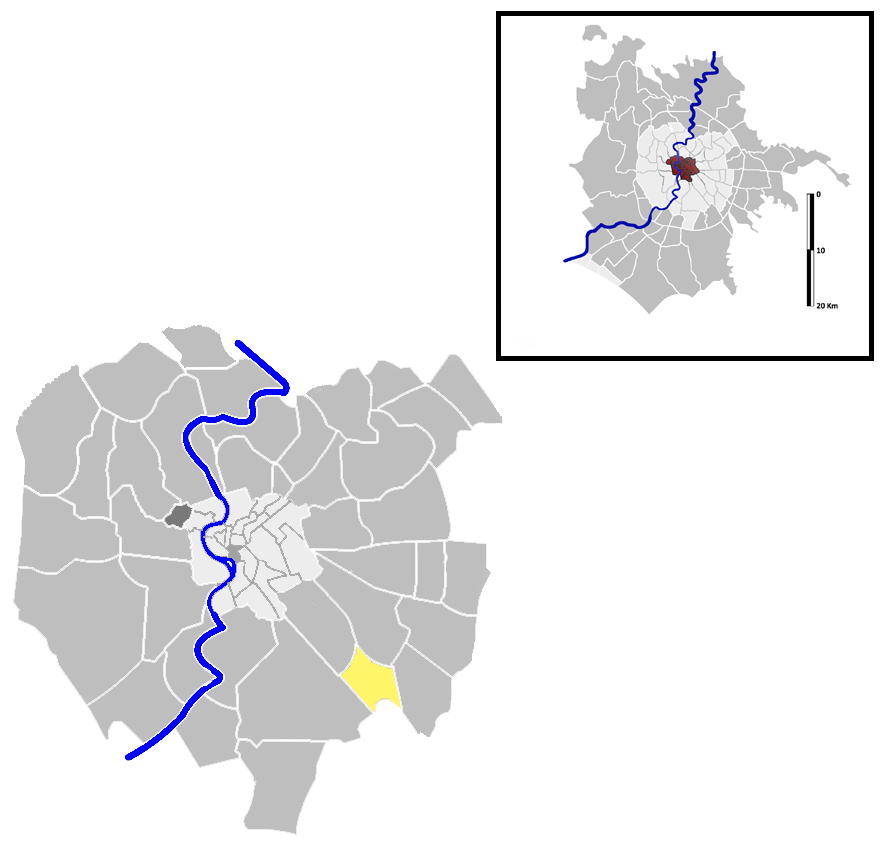
Lage von Appio Pignatelli in Rom

Appio Pignatelli ist ein Quartier im Südosten der italienischen Hauptstadt Rom. Der Name leitet sich von der Via Appia und der Familie Pignatelli her. Ein bekanntes Mitglied der Familie war Papst Innozenz XII. Es wird als Q.XXVI bezeichnet und ist Teil von Municipio VII und VIII. Es hat 6809 Einwohner (Stand: 2016) und eine Fläche von 3,8944 km².
Am 13. September 1961 wurde aus dem Suburbio S.VI Appio Latino das Quartier XXVI Appio Pignatelli.

## Besondere Orte
- San Tarcisio

Koordinaten: 41° 50′ 29″ N, 12° 32′ 32,6″ O